# Westwell (Kent)
Pour les articles homonymes, voir Westwell.
Westwell est une paroisse civile et un village du Kent, en Angleterre.